# Eva Rydberg
Eva Gunilla Rydberg (født 20. juni 1943 i Malmø) er en svensk sangerinde og skuespillerinde. Hun har gennem årene arbejdet med forskellige stjerner såsom Owe Thörnqvist, Björn Skifs, Siw Malmkvist og Tommy Körberg.
Rydberg arbejdede ved Stora Teatern i Göteborg og derefter Odense Teater i Danmark i 1965. Hun har også været ansat ved Oscarsteatern og har desuden medvirket i forskellige tv-serier og film.
Rydberg deltog i Melodifestivalen i 1977 med sangen "Charlie Chaplin", der var skrevet af Tomas Ledin og som endte på en syvendeplads. 44 år senere i 2021 deltog hun igen, denne gang sammen med Ewa Roos og sangen "Rena Rama Ding Dong". De kvalificerede sig til anden runde, men tabte til Clara Klingenströms sang "Behöver inte dig idag", og blev dermed elimineret.

## Udvalgt filmografi
- Blå himmel (1955)
- Stuegang (1968)
- Rejsen til Melonia (animationsfilm, 1989)
- Om Sara (2005)
- Jagten på tidskrystallen (julekalender, 2017)
- Operation Ragnarök (2018)
- Diorama (2022)
- Håkan Bråkan (2022)